# Ianka Koupala
Ivan Loutsévitch (en biélorusse : Іван Дамінікавіч Луцэвіч, 1882 - 1942), plus connu sous son pseudonyme Ianka Koupala, est considéré comme le fondateur de la langue littéraire biélorusse contemporaine.
Si ses premiers écrits sont en polonais, il publie en date du 15 juillet 1904 le premier poème en biélorusse « Мая доля » (ma part). Il vit à Vilnius en 1908 et 1909, où par deux fois ses écrits sont confisqués comme anti-gouvernementaux. Il réside ensuite à Saint-Pétersbourg de 1909 à 1913, avant de revenir à Vilnius.
Il compose l'essentiel de son œuvre entre 1913 et 1922. S'il échappe aux purges qui laminent le monde littéraire et intellectuel de Biélorussie à la fin des années trente, il chute en 1942 dans les escaliers de l'hôtel Moskva, dans le centre-ville de Moscou et, à ce jour, le fait de savoir s'il s'est suicidé ou s'il a été éliminé n'a toujours pas été clairement établi.
Sa maison fut incendiée par les nazis durant la guerre. On retrouve un parc ainsi qu'une statue de sept mètres qui le représente à cet endroit dans la capitale, Minsk.
Il est enterré au cimetière militaire de Minsk.

## Mémoire
Koupala est devenu un symbole de la Biélorussie pendant l'ère soviétique. Un musée, organisé à Minsk grâce aux efforts de sa veuve en 1945, est le principal musée littéraire de Biélorussie. L'Université d'État de Hrodna a été nommée d'après Ianka Koupala. Il y a aussi un parc qui porte son nom avec un monument au poète, un théâtre et une station de métro (Koupalawskaïa) portant son nom à Minsk.

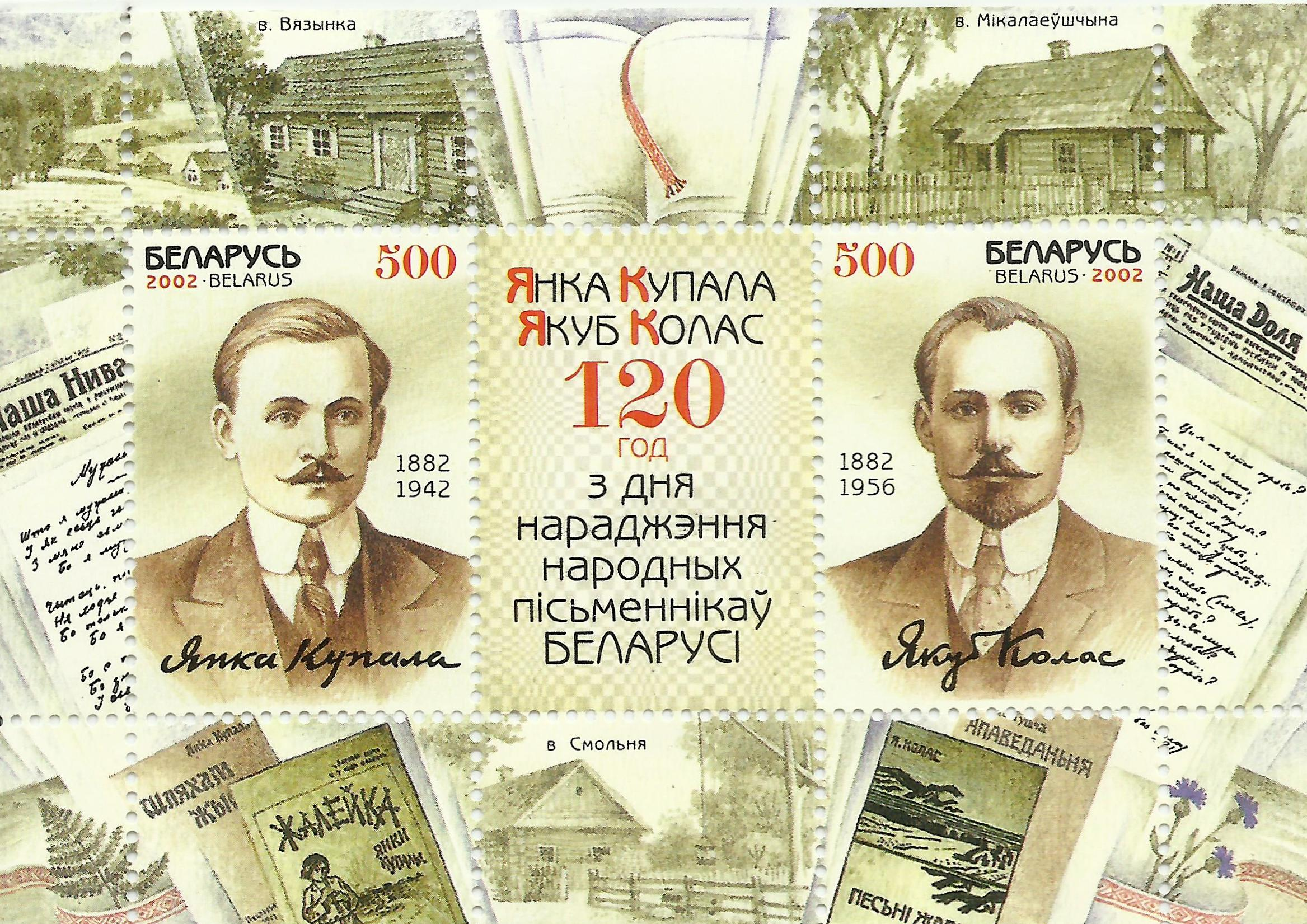
Sur un timbre biélorusse avec Iakoub Kolas, par.

En 1973, un buste en son honneur a été inauguré à Monroe (New York). En 2015 dans la ville israélienne Ashdod il a été érigé un mémorial en son honneur.

## Œuvres
- Les Gens d’ici (biélorusse : Тутэйшыя, 1922), traduit du biélorusse par Larissa Guillemet et Virginie Symaniec, l'Espace d'un instant, Paris, 2006,  (ISBN 2-915037-29-9)